# Sölve Olsson

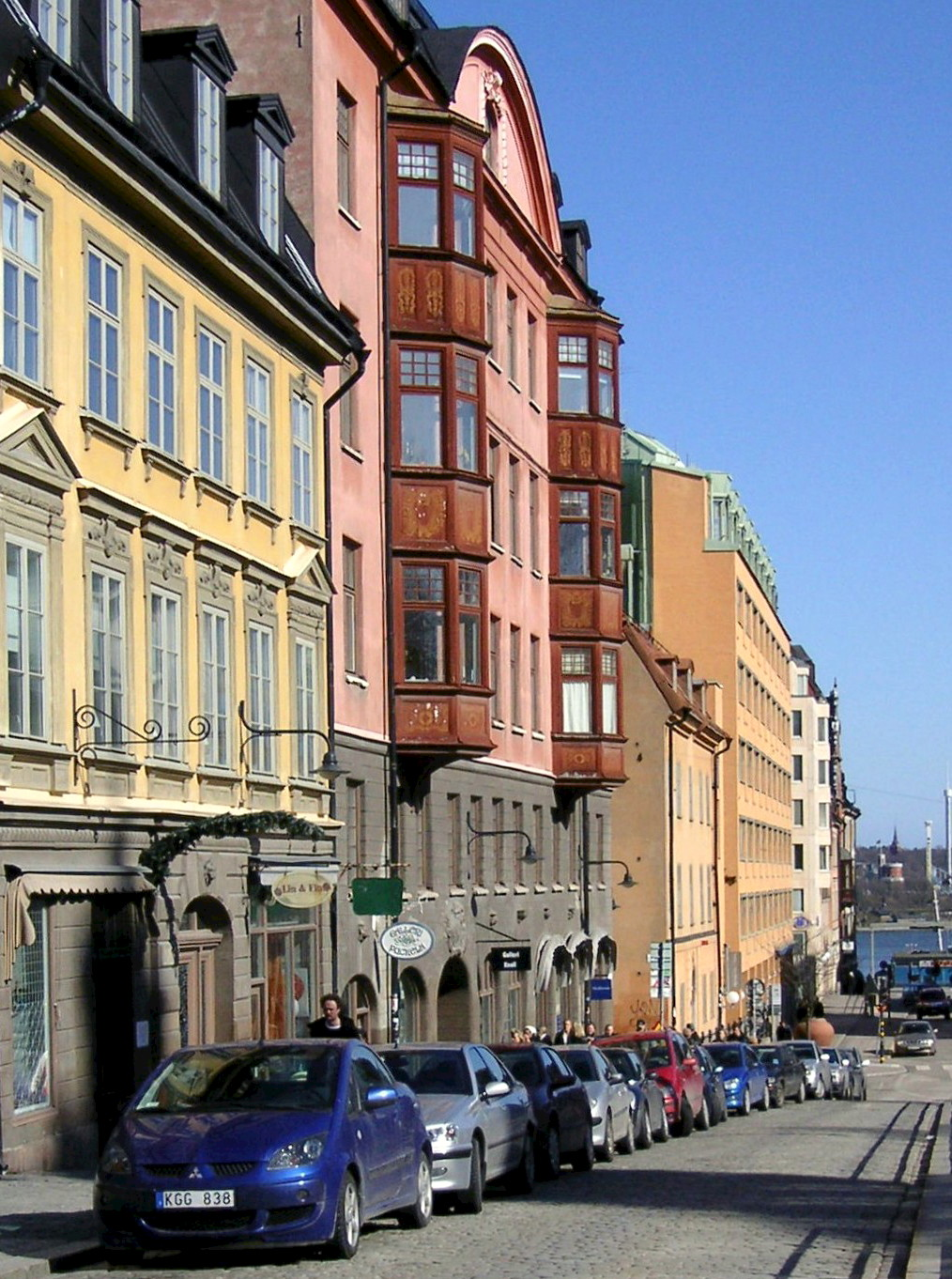
Färgsättningen av fasaden Hornsgatan 26 (huset i mitten) utfördes av Sölve Olsson.

Sölve Harry Olsson, född 11 juni 1929 i Helsingborg, död 18 juni 2008 i Lund, var en svensk målare och tecknare.

## Biografi
Sölve Olsson var son till trädgårdsmästaren Oskar Olsson. Han studerade vid Otte Skölds målarskola i Stockholm 1950 och för Lennart Rodhe vid Académie Libre 1950–1952 och vid Det Kongelige Danske Kunstakademi i Köpenhamn 1952–1953 samt under studieresor till Frankrike och Italien. Han medverkade i ett flertal samlingsutställningar, bland annat i Svart och vitt på Konstakademien i Stockholm, Målare som kommer på Skånska konstmuseum i Lund, Akvarell, gouache, grafik på Galerie Blanche i Stockholm och i Liljevalchs vårsalonger. Han tilldelades stipendium ur C.L. Kinmansons fond 1956 och Carl Larson-stipendiet 1957 samt Ester Lindahls stipendium 1974.
Bland hans offentliga arbeten märks utsmyckning för riksdagshuset (Riksdagens provisoriska lokaler) vid Sergels torg, filmhuset på Gärdet och biblioteket Carolina Rediviva i Uppsala. Hans konst består av stilleben, porträtt, figurer och landskap utförda i olja, eller akvarell. Han utgav ett flertal böcker om färgsättning och konst. Han stod även bakom färgsättningen av fastigheten Stenbocken 7 (Hornsgatan 26) på Hornsgatspuckeln som utfördes på 1980-talet, men ändrades år 2011. 
Sölve Olsson är begravd på Norra kyrkogården i Lund.